# Los Choclok
Los Choclok es una banda mexicana de música regional. Formada en 2009, en Cosoleacaque, Veracruz, México. La banda está integrada por doce integrantes: Jacobo José Grajales (voz principal), Sael Giovanni Carrizosa (acordeón), Omar Adolfo (teclados), Martín Arias (jarana), Luis Fernando Carrasco Hernández (guitarra), Carlos Nava (guitarra), Pablo Díaz (bajo), Josai Luis Morales (percusiones), Óscar Luis Morales (saxofón alto), Rubén Coronado (saxofón tenor) y Aldair Mayo Teoba (batería). 
El grupo tiene influencias del son jarocho, reggae, cumbia, blues, afrobeat, ska y rock. 

## Historia
Los Choclok es una banda originaria de Cosoleacaque, en el sur de Veracruz. Sus inicios datan del 2009 y su música ha sido influida por la música tradicional veracruzana, sin embargo han optado por añadir características de otros géneros en cada uno de sus lanzamientos. 

### 2009: Comienzos yLos Choclok
Sus fundadores son jóvenes músicos herederos de la tradición del son jarocho del sur de Veracruz. Tomando elementos de tradiciones musicales veracruzanas tales como la cumbia, la salsa, el son jarocho, además de ritmos caribeños como el Ska y el Reggae e incorporando nuevas tendencias musicales.
La banda se formó para una guerra de bandas en Cosoleacaque en 2009.

### 2014:Vive Latino
Los Choclok participaron en una guerra de bandas para ser parte de la decimoquinta edición del Vive latino. El día 24 de enero de 2014, los administradores del festival anunciaron en las cuentas oficiales del Vive Latino que más solistas y grupos se agregarían a su lista de artistas confirmados. Los nuevos artistas se dieron a conocer el día 27 de enero de 2014.
Esta edición contó con la "Carpa Intolerante" y la "Carpa Ambulante".

Portada del primer álbum de la banda; "sonido místico", lanzado en el año 2015.

### 2015Los ChoclokEl Sonido místico del amor
La banda presentó su primer disco “Sonido Místico” el 18 de abril de 2015 en el municipio de Cosoleacaque. En este evento se tuvo una afluencia de más de 1500 espectadores de municipios como Chinameca, Jáltipan, Acayucan, Nanchital, Las Choapas, Coatzacoalcos, Minatitlán y otros de la entidad. Se compartió el escenario con bandas de tal importancia como: Los Pájaros del Alba, Sonex, y Los Aguas Aguas.
Este primer material discográfico cuenta con 10 temas inéditos con una fusión de sonidos que van desde funk, latino, afrobeat, reggae y cumbia.
Los Choclok tienen un objetivo claro: incorporar a sus letras de manera analítica la realidad que afecta directamente los intereses y el desarrollo de la juventud mexicana.

### Lista de canciones Sonido místico (2015)
| Sonido místico (Estándar) |               |          |  |
| N.º                       | Título        | Duración |  |
| 1.                        | «Bachas»      | 6:26     |  |
| 2.                        | «Pa´lante»    | 3:05     |  |
| 3.                        | «Caminera»    | 3:44     |  |
| 4.                        | «Lucas»       | 2:33     |  |
| 5.                        | «Tomasa»      | 5:45     |  |
| 6.                        | «Caya»        | 4:08     |  |
| 7.                        | «Júzgame»     | 4:23     |  |
| 8.                        | «Viajero»     | 4:55     |  |
| 9.                        | «Bonita»      | 5:05     |  |
| 10.                       | «Aguardiente» | 4:55     |  |

### 2018:Los Choclok"Toctli"

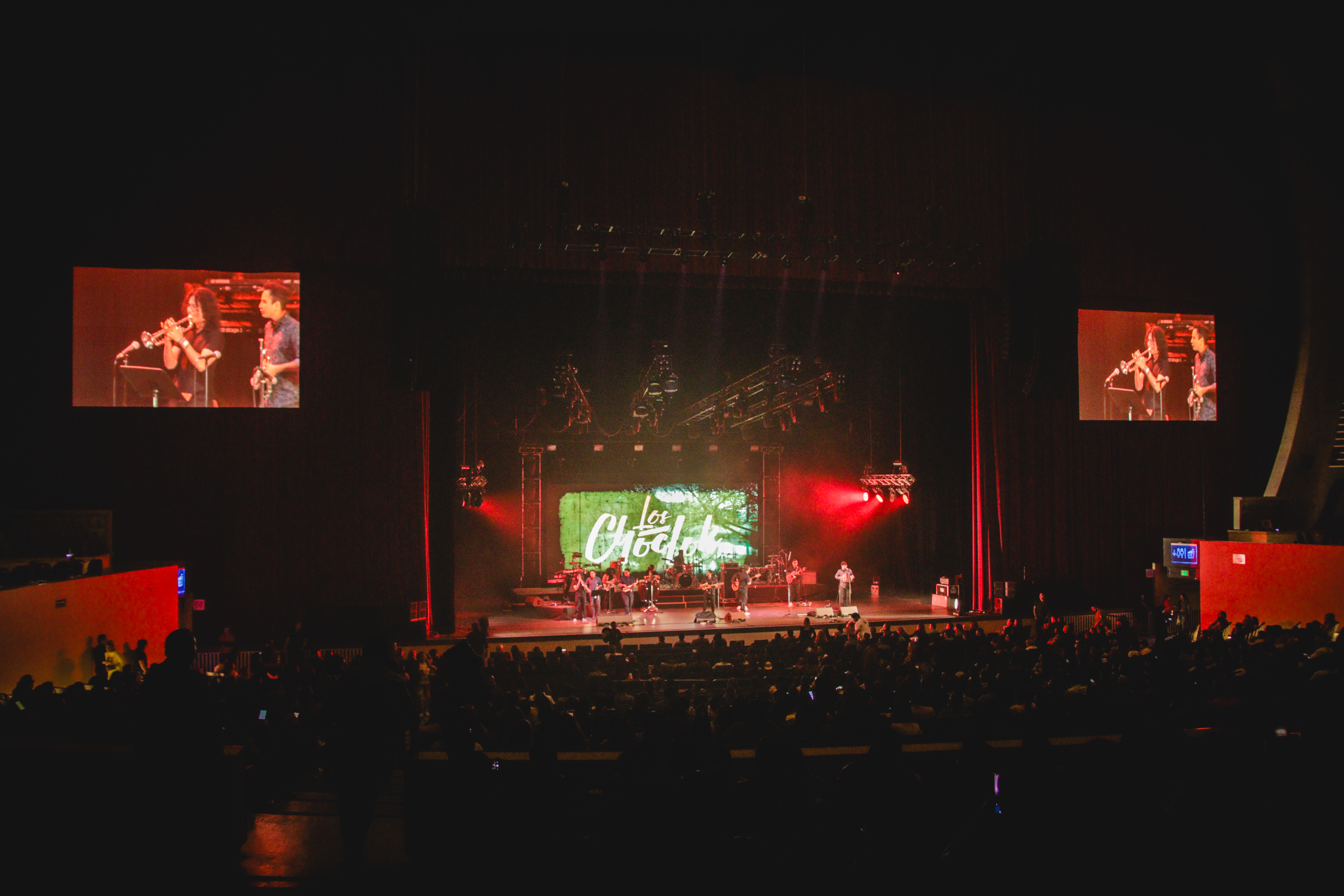
Concierto en Monterrey, octubre de 2023.

Este segundo material discográfico es un EP consta de 4 canciones inéditas.

### 2023 Álbum "Ariles"

Portada sencillo "Ariles" lanzado en 2023.

### Videos musicales
| Año  | Canción                              | Otro Artista(s) | Álbum    |
| ---- | ------------------------------------ | --------------- | -------- |
| 2019 | «Algo más»                           | Ninguno         | Sencillo |
| 2020 | «Julián» (Lyrics)                    | Ninguno         | Sencillo |
| 2020 | «Los Choclok Sesiones en cuarentena» | Ninguno         | Sencillo |
| 2020 | «Ska pa los olmecas» (Lyrics)        | Ninguno         | Sencillo |
| 2021 | «Un ratito»                          | Ninguno         | Sencillo |
| 2021 | «La vida paso cantando»              | Ninguno         | Sencillo |
| 2021 | «Sabana negra»                       | Ninguno         | Sencillo |
| 2021 | «Corazón del monte»                  | Ninguno         | Sencillo |
| 2021 | «La espina del juile»                | Ninguno         | Sencillo |
| 2021 | «Trópico»                            | Los aguas aguas | Sencillo |
| 2022 | «Chale»                              | Ninguno         |          |
| 2022 | «M.C.A»                              |                 |          |
| 2022 | «Selvia»                             | Ninguno         |          |

### 2023 Álbum "Ariles"[7]
| n° | Título                | Otro Artista(s)     |
| -- | --------------------- | ------------------- |
| 1  | Ariles                | Ninguno             |
| 2  | Algo más              | Ninguno             |
| 3  | Sabana Negra          | Ninguno             |
| 4  | La Vida Paso Cantando | Ninguno             |
| 5  | Un Ratito             | Ninguno             |
| 6  | Corazón del Monte     | Ninguno             |
| 7  | Te Pienso a Gritos    | Evelin Acosta       |
| 8  | «M.C.A»               | La Santa Cecilia    |
| 9  | La Espina del Juile   | Ninguno             |
| 10 | Selvia                | Ninguno             |
| 11 | Chale                 | Ninguno             |
| 12 | Noches de Fantasía    | Los Aguas Aguas     |
| 13 | Julián                | Ninguno             |
| 14 | Tú lo Decidiste       | Los Super Caracoles |